# Bull-pup

De Steyr AUG is een van de succesvolste bull-pupwapens

Een bull-pupgeweer is een geweer waarvan de trekker zich voor de afsluiter bevindt. Meestal doet de kolf van zo'n wapen dan evenals dienst als systeemkast. 

## Voordelen
Het voordeel van deze configuratie is dat een bull-pupgeweer veel korter is dan een conventioneel vuurwapen met dezelfde looplengte. Zo kan een wapen zowel compact als precies zijn. Nog een voordeel is dat bull-pupwapens over het algemeen lichter zijn dan hun conventionele varianten; er is namelijk geen kolf nodig die het geweer zwaarder kan maken.

## Nadelen
Een veelvoorkomend probleem bij bull-pupwapens is echter wel dat de verschoten hulzen bij zo'n type wapen ter hoogte van de wang worden uitgeworpen. Dit heeft als gevolg dat de meeste bull-pupwapens moeten worden omgebouwd vooraleer een linkshandige schutter ermee kan gaan schieten. Zo niet, dan kunnen de hulzen in het gezicht van de schutter worden afgeworpen, wat gevaarlijk kan zijn. Dit probleem kan verholpen worden door hulzen door een buis uit te laten werpen die voor in het geweer uitkomt, zoals is gedaan bij de FN F2000, of - zoals bij de P90 - hulzen naar beneden uit te laten werpen. Enkele andere vuurwapens, zoals de ARX-160 (geen bull-pup, maar wel een goed voorbeeld) lossen dit op door een keuze te hebben of de hulzen links of rechts uitgeworpen worden. Nog een optie is om zoals bij de G11 speciale hulsloze munitie te gebruiken.
Een ander nadeel van bull-pupwapens is dat het zwaartepunt gewoonlijk achter de trekker ligt. Dit kan precisie verminderen tijdens automatisch vuren. Sommige vuurwapens lossen dit op door tegengewichten voor in het geweer te gebruiken. Ook gaan bull-pupwapens door hun korte lengte vrij slecht samen met bajonetten, nog een nadeel van het gebruik van bull-pupgeweren.

## Geschiedenis

LAPA FA-03 (Brazilië).

Het eerste wapen dat uitgevonden werd met een bull-pupmechanisme was de Thorneycroftcarbine, gemaakt in 1901. Het wapen werd getest door het Britse leger maar bleek ineffectief; door de slechte ergonomische kwaliteiten van het Thorneycroftgeweer bleef het bull-pupconcept een tijd stilliggen. Veel concepten van bull-pupwapens werden sindsdien gebouwd, waaronder de Britse EM-02 (de voorloper van de SA-80) en de Sovjet-Russische TKB-408 (de AK-47 werd verkozen in plaats van de TKB-408), maar geen van deze kreeg veel aandacht of succes.
Pas in 1977 kwam het bull-pupconcept van de grond, toen de relatief succesvolle Steyr AUG werd uitgebracht. De Steyr AUG liet het potentieel van het bull-pupconcept zien en al gauw volgden meer bull-pupwapens; waaronder de FAMAS, nu nog steeds het standaardwapen van het Franse leger. Ook de L85 van het Britse leger bleek een zeer effectieve bull-pup te zijn. Het is nog altijd in gebruik. Meer recent heeft Israel de TAR-21 aangenomen voor de IDF en Rusland de OC-14 Groza voor de Spetznaz. Toch blijven conventionele geweren ook nog steeds populair, onder andere in de Verenigde Staten, met name omdat schutters die het bull-pupsysteem niet gewend zijn moeite zullen hebben met het herladen en de balans van het geweer.